# Magyargéc
Magyargéc è un comune dell'Ungheria di 856 abitanti (dati 2001). È situato nella contea di Nógrád.